# Wilhelm Welter (Politiker)

Wilhelm Welter

Wilhelm Welter (* 4. Juni 1898 in Jägersfreude; † 10. November 1966 in Lörrach) war ein deutscher Politiker (NSDAP).

## Leben und Wirken
Nach dem Besuch der Volksschule absolvierte Welter eine Formerlehre in Saarbrücken. Am 15. Februar 1915 trat er in die Militärvorbereitungsanstalt Sobernheim ein. Seit dem 10. Juni 1915 wurde er an der Unteroffizierschule in Potsdam ausgebildet. Ab dem 10. April 1917 gehörte er der 9. Kompanie des Infanterieregiments Nr. 23 an, mit dem er am Ersten Weltkrieg teilnahm. Im Krieg kämpfte Welter in Russland, Flandern, am Isonzo und in Frankreich. Am 1. Oktober 1918 wurde er schwer verwundet, mit der Folge, dass ihm ein Bein amputiert wurde. Nach dem Krieg, in dem er das Eiserne Kreuz II. Klasse erhielt, verdiente Welter seinen Lebensunterhalt ab dem 1. Oktober 1919 als Büroangestellter, dann vom 1. Mai 1926 bis 1937 als Gerichtssekretär.
Im Oktober 1922 beteiligte Welter sich an der Gründung der NSDAP in Saarbrücken. Nach dem zeitweiligen Verbot der NSDAP im Saarland und ihrer Wiederzulassung trat Welter ihr im Februar 1927 erneut bei (Mitgliedsnummer 55.978). Von 1928 bis zum Juni 1929 betätigte er sich als Standarten-Adjutant, dann aber ab dem 27. Januar 1929 als Gaugeschäftsführer und Gaukassenmeister im Gau Saar. Ab 1929 betätigte er sich dort als Gauredner und von 1930 bis März 1933 war er dort Gauschatzmeister. In der SA stieg er später bis zum Hauptsturmführer auf. Am 1. Februar 1933 wurde Welter mit dem Amt des Kreisleiters Saarbrücken-Land betraut, das er bis Dezember 1935 innehatte. Vom 1. März 1936 bis zum 30. Dezember 1937 fungierte er als stellvertretender Gauwalter und Personalwalter der Deutschen Arbeitsfront und danach bis Anfang April 1939 als stellvertretender Gauamtsleiter und Gauobmann der Gauwaltung Saarpfalz der DAF. Danach war er bis 1945 Gaureferent für die Sammelaktionen in der Saarpfalz. Anfang Oktober 1938 wurde er zudem Stadtamtmann in Saarbrücken.
Am 1. März 1935 trat Welter gemäß Artikel 2 des Gesetzes über die Vertretung des Saarlandes im Reichstag vom 30. Januar 1935 als Abgeordneter für das Saarland in den nationalsozialistischen Reichstag ein. Im März 1936 tauschte er sein Mandat für das Saarland gegen ein Mandat für den Wahlkreis 27 (Rheinpfalz-Saar) ein, das er schließlich bis zum Ende der NS-Herrschaft im Frühjahr 1945 wahrnahm. Er wurde im September 1940 außerdem Amtsbürgermeister von Schiffweiler.
Welter wurde für seine langjährige NSDAP-Mitgliedschaft sowohl mit dem Goldenen Parteiabzeichen, als auch mit dem Treuedienst-Ehrenzeichen ausgezeichnet.